# Likör

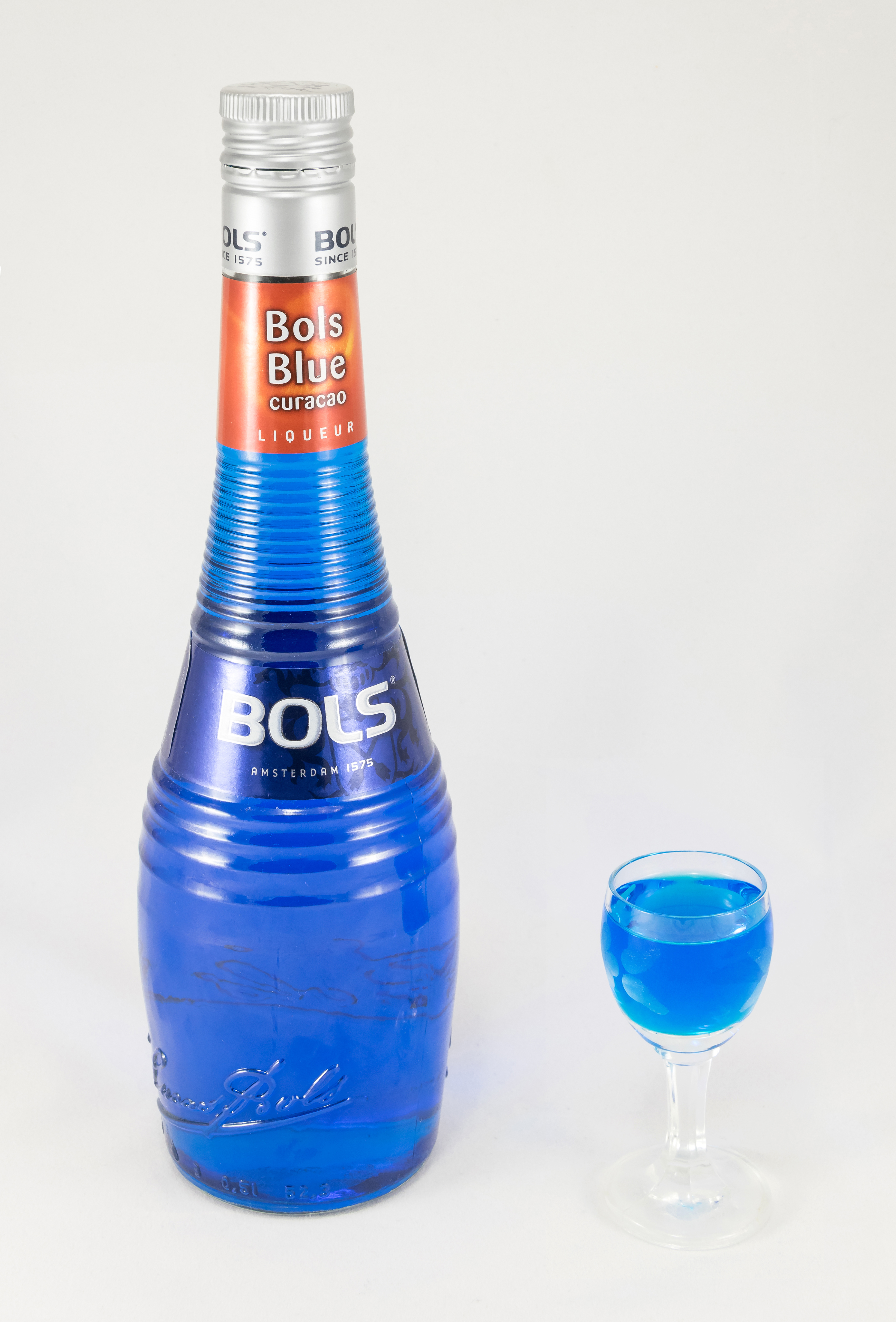
Ett glas blå Curaçao, en citruslikör.

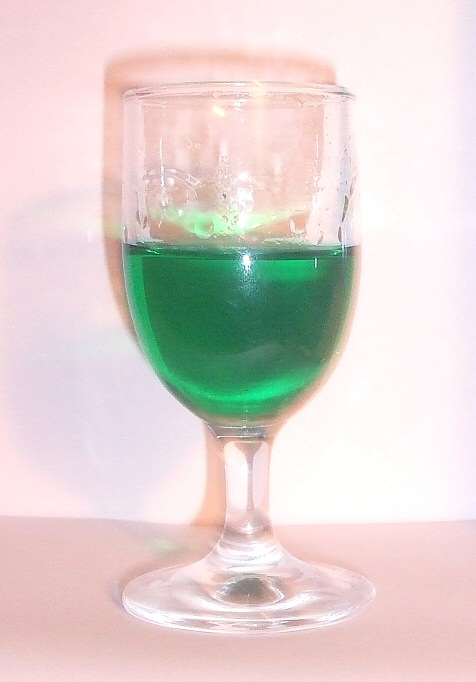
Ett glas Crème de menthe, en mintlikör.

Likör är en söt alkoholdryck med vanligen 15-40 % alkoholhalt, någon gång högre, och ofta smaksatt genom frukt, bär, örter, kryddor, blommor, frön, rötter, bark, t.o.m. grädde. Ordet likör är lånord från franska liqueur med samma betydelse, och kommer ytterst från latinet liquor som betyder "vätska". Likörer brukar inte lagras någon längre tid, men kan ges en viloperiod under tillverkningen för att låta smakerna "gifta sig".
Nästan alla likörer är mycket söta på grund av tillsatt socker eller annat sötningsmedel, med kraftigt koncentrerade dessertliknande smaker. Att kyla likören, mellan 12 och 14 grader Celsius, eller tillsätta is minskar sötman och ökar aromen och ger högre toner i bouqueten, som vid rumstemperatur inte framkommer.

## Historia
Likör daterar sig århundraden tillbaka i tiden och är historiska efterföljare till örtmedicin. Ofta tillverkades dessa av munkar såsom Chartreuse eller Bénédictine (vardagligt kallad "Munklikör"). Likör tillverkades i Italien så tidigt som på 1200-talet, och alla medicinska förskrivningar under medeltiden innehöll dessa drycker. Den förste som beskrev tillverkning av likör var den katalanske 1200-talskemisten och fysikern Arnau de Vilanova.

## Tillverkning och servering
Dagens likörer tillverkas i hela världen och kan serveras på många olika vis; som de är, hällda över is, med kaffe, blandade med grädde eller andra blandningar för att bli cocktails o.s.v.. De serveras ofta tillsammans med eller som dessert. Likör kan också användas i matlagning.
En del likörer görs genom att speciellt trä, frukter eller blommor får stå och dra (en så kallad infusion) i antingen vatten eller alkohol och att socker eller andra ingredienser tillsätts. Andra destilleras från aromatiska eller smakrika ämnen. Skillnaden mellan likör och spritdryck är inte helt enkel att avgöra, i synnerhet som många spritsorter nu för tiden finns i smaksatt form. Smaksatta spritsorter är dock inte tillverkade genom infusion.
Alkoholhalten är i likör inte det viktigaste. Med sina 15 till 30 % har de flesta likörer lägre alkoholhalt än spritdrycker, men en del likörsorter är så starka som 55 %. Dessertvin, å andra sidan, kan smaka som likör men innehåller inga tillsatta smakämnen.
Det finns många kategorier av likörer: frukt-, grädde-, kaffe-, choklad-, konjak-, anis-, nöt- och örtlikör.
Anisette, Ouzo m fl är från början helt klara, men blir simmigt vita när de späds. Smakämnet anisolja förblir löst i starksprit, men utkristalliseras när lösningens alkoholhalt reduceras genom spädning.
"Flytande likörer" är en teknik som ofta används av bartendrar för att imponera på kunden. Detta åstadkoms genom att den likör man önskar skall flyta, med hjälp av en upp- och nervänd sked eller en glasstav försiktigt hälls i glaset så att likörer med olika densitet förblir oblandade. Med denna metod kan man åstadkomma en regnbågs-effekt genom att använda olikfärgade likörer.

## Olika likörer
- Chartreuse
- Curaçao
- Hpnotiq
- Klosterlikör
- Lakka
- Ouzo
- Vana Tallinn
- Giffard